# المتجر الرئيسي

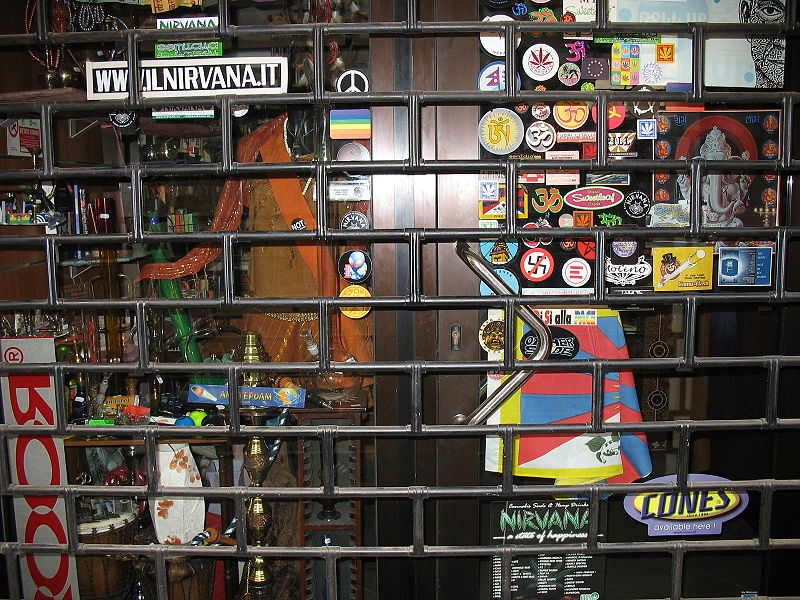

هي متاجر متخصصة في بيع المعدات والادوات اللازمة والمستخدمة في صنع التبغ والقنب وعلى الرغم من ذلك فأن معظم تلك المتاجر قامت ببيع منتجات مختلفة ومن تلك المنتجات المجلات والملابس والديكور المنزلي وكانت تبيع أيضًا أشياء غريبة، مثل عصي المشي العتيقة. وفي الثمانينيات باعت ملابس تتعلق بالمعادن الثقيلة ومن أهم السلع التي كانت تقدم للعملاء عادة أنابيب الحشيش، أجهزة التبخير المستخدمة في استنشاق بخار THC من الحشيش، لف الورق، مطاحن القنب، عطور، ولاعات السجائر، الساعات والكتب وعلب مسحوق التنظيف، «صناديق التخزين» هي علب خشبية لتخزين الماريجوانا، تبيع بعض المتاجر الرئيسية أيضًا العناصر المستخدمة للزراعة المنزلية لنباتات الماريجوانا منها: المعدات المائية والأضواء والكتيبات الإرشادية حول الزراعة، وخلال عام 2000بيعت السجائر الإلكترونية والسوائل المنكهة المستخدمة في هذه الأجهزة.

## التاريخ
نشأت المتاجر الرئيسية الأمريكية في الستينيات في اغلب المدن التي يغلبها فئة الشباب من هم في المراحل الجامعية. وتاريخياً انتشرت المتاجر الأمريكية الرئيسة في معظم مناطق الولايات المتحدة الأمريكية حيث انتشرت في شوارع نيويورك وأحياء سان فرانسيسكو وفي شيكاغو وذكر بأن متجر Psychedelic في شارع هايت في سان فرانسيسكو كان أول متجر رئيسي في الولايات الأمريكية.
تم فتح المتجر من قبل رون تيلين وشقيقه الأصغر جاي في الثالث من الكانون الثاني عام 1966 وبعد مدة قصيرة حوالي أربعة أشهر افتتح جيف جليك ماجر في مدينة نيويورك وفي نفس العام افتتحت شركة برمنغهام بالون متجر في تكساس.
ومنذ عام 1968حتى 1975 كانت هذه المتاجر من إهم السبل والمنافذ المهم للصحف السرية والمسلسل الكوميدي للممثل روبرت كرومب وغيره من رسامي الكاريكاتير.
قلت شعبية تلك المتاجر وخاصة بعد حكم المحكمة العليا الامريكيه لعام 1973 الذي صدر فيه أن المجتمعات المحلية يمكن أن تقرر المعاير والاسس الخاصة بها.وفي منتصف السبعينيات تم وقف وحظر ادوات ومعدات تصنيع المخدرات وتناقصت شبكات توزيع القصص المصورة والصحف السرية.

## إيرلندا
المتاجر الرئيسية في أيرلندا تعد من المتاجر القانوينة وبينت الحكومات بأن تلك المتاجر تفتح بمعدل متجر واحد اسبوعيا في عام 2010.
نوقشت شرعية تلك المتاجر وتم الوصول إلى اقتراح يطلب فيه من الحكومة تنظيم عملية بيع المنتجات المختلفه ومن هنا قسمت الآراء إلى اكتر من اتجاه حيث كان معظم الساسيين يؤيدون حظر وقفل تلك المتاجر بينما جادل ونادى آخرين بأن اغلاق وحظر شراء تلك المسكرات القانونية سيكون خطأ فادحًا خطيرًا وسيكون هذا الحظر فرصة لتجار الشوارع غير القانونيين بالازدهار والعمل.وفي عام 2010وقعت العديد من الهجمات وحوادث القصف بالقنابل والحرق العمد ضد المتاجر الرئسية حيث قذفت قنبلة على وزير العدل آنذاك «ديرموت اهيرن» وبعد تلك الحادثه بساعات قليلة بدأت خطط وسياسات التشريع لتنظيم المتاجر الرئيسية. وفي منتصف عام 2010 انتشرت المتاجر غير القانونية وغير المصرحة ومن هنا مكن القانون الشرطة الإيرلندية من الحصول على صلاحية اغلاق المتاجر المشتبه في بيعها منتجات شبيهة بالمخدرات.

## الولايات المتحدة
أما في المتاجر الأمريكية تعبتر تلك المتاجر قانونية طالما أنها تبيع فقط المواد الموجودة ضمن نطاق المنتجات القانونية حيث لوحظ بأن تلك المتاجر تضع لافتات بأن المواد والمنتجات المباعة خاصة بالتبغ فقط.وفي عام 2003 استهدفت إدارة مكافحة المخدرات المتاجر الرئيسية وتم القبض على خمسة وخمسين شخصًا بتهمة بيع وتعاطي المخدرات في أيداهو وتكساس وأيواوبنسلفانيا وفلوريدا وأوهايو وكان بينهم الكوميدي تومي تشونغ. أثناء التحقيق، تم استهداف عملاء المحلات التجارية، وألقوا القبض على الأشخاص الذين بحوزتهم المخدرات وتم القبض على من حاول إرسال شحنات ومنتجات المخدرات عبر البريد. وكما شهد العالم تغيرا كبيرا وجذريًا في عملية البيع والشراء عبر الإنترنت أصبحت المتاجر الرئيسية عبر الإنترنت سائدة أيضًا.
تختلف شرعية الحشيش اختلافًا كبيرًا في الولايات المتحدة ولكن هناك الحشيش الطبي الذي يعد قانونيًا وبما أنه قانونيا فمن المؤكد بأن تتضاعف وتزداد مستوصفات وعيادات الحشيش كمتاجر رئيسية.

## المتاجر الذكية
هي متاجر توجد بكثرة وبشكل بارز في هولندا وتعتبر من المتاجر التي يكون بيع الماريجوانا قانونيًا ومتاحًا ويتم بيع العديد من الأعشاب القابلة للتدخين والمواد ذات التأثير النفسي بالإضافة إلى الكثير من معدات تعاطي المخدرات.